# Golińsk
Golińsk (niem. Göhlenau) – wieś w Polsce położona w województwie dolnośląskim, w powiecie wałbrzyskim, w gminie Mieroszów.
W latach 1975–1998 miejscowość administracyjnie należała do województwa wałbrzyskiego.
Od zachodniej strony Golińska, wzdłuż granicy polsko-czeskiej wznoszą się Mieroszowskie Ściany. Wieś leży przy drodze krajowej nr 35. Na wschód od niej przebiega linia kolejowa Wałbrzych – Meziměstí z przystankiem Golińsk.
Na południowo-wschodnim krańcu wsi, między Polską a Czechami istniało drogowe i mrg przejście graniczne Golińsk-Starostín. 21 grudnia 2007 roku na mocy Układu z Schengen przejście zostało zlikwidowane.
Miejscowością graniczną od strony czeskiej jest Starostín.
Do Golińska kursują autobusy komunikacji miejskiej z Wałbrzycha.